# Salsola pseudonitraria
Salsola pseudonitraria är en amarantväxtart som beskrevs av Paul Aellen och Karl Heinz Rechinger. Salsola pseudonitraria ingår i släktet sodaörter, och familjen amarantväxter. Inga underarter finns listade i Catalogue of Life.